# Milton Brown (Musiker)
Milton Brown (* 8. September 1903 in Stephenville, Erath County, Texas; † 13. April 1936 in Fort Worth, Texas) war ein US-amerikanischer Country-Musiker. Brown gilt neben Bob Wills als „Vater des Western Swing“. Aufgrund seines frühen Todes erreichte er jedoch nie die Popularität von Wills.

## Leben

### Kindheit und Jugend
Milton Brown wurde 1903 in Stephensville geboren, wo er auch seine Kindheit verbrachte. 1918 zog Brown nach Fort Worth, wo er 1925 seinen Schulabschluss erhielt. Danach arbeitete er als Verkäufer von Zigaretten, verlor seinen Job aber Ende der 1920er Jahre aufgrund der Weltwirtschaftskrise.

### Karriere
1930 begann Brown seine Karriere als Musiker. Während eines Auftrittes der Wills Fiddle Band, die aus Bob Wills und seinen Brüdern bestand, in einer Tanzhalle wurde Brown durch Zufall auf die Bühne geholt um zusammen mit Wills den St. Louis Blues zu singen. Wills war von Brown beeindruckt und fragte ihn, ob er nicht zusammen mit Browns Bruder Durwood, der Gitarre spielte, in die Band einsteigen wolle. Brown und sein Bruder nahmen an.
Die Gruppe spielte in Texas in Medicine Shows und bekam bei WBAP eine kleine Radioshow, die von der Aladdin Lamp Company gesponsert wurde. Dafür musste sich die Band in The Aladdin Laddies umbenennen. Anfang 1931 wurde die Gruppe um Wills und Brown von der Light Crust Flour Company engagiert, um täglich bei KFJZ aufzutreten. Nach einem weiteren Namenswechsel in Light Crust Doughboys organisierte Firmenbesitzer W. Lee O’Daniel, nun auch Manager der Gruppe und Radiomoderator, eine tägliche Show im Programm eines anderen Senders. Die Light Crust Doughboys waren sofort ein Erfolg, da sie ein breit gefächertes Spektrum an musikalischen Stilen wie Hillbilly, Jazz, Blues und anderer populärer Musik hatten, das fast jeden Hörer ansprach. Im Februar 1932 wurde für RCA Victor eine erste Platte unter dem Namen Fort Worth Doughboys eingespielt.
1932 verließ Brown nach Streitigkeiten mit O’Daniel die Band und gründete seine eigene Gruppe, die Musical Brownies. Die Besetzung war wie folgt: Milton Brown (Gesang), sein Bruder Durwood (Gitarre), Wanna Coffman (Bass), Ocie Stockard (Banjo) und Jessie Ashlock (Fiddle). Und wieder war es die Mischung aus Pop, Jazz und früher Country-Musik, die Brown und seiner Band den Erfolg brachte. Die Gruppe hatte Auftritte im Programm des Senders KTAT und füllte jede Tanzhalle, in der sie auftraten. Inzwischen waren Fred Calhoun als Pianist und Fiddler Cecil Bower – als Ersatz für Ashlock – hinzugekommen. 1934 spielten Brown und seine Musical Brownies ihre ersten Songs für Bluebird Records ein.
Ende 1934 stieß ein weiterer Musiker zur Band, der Steel-Gitarrist Bob Dunn. Mit seinem krass verzerrten elektrischen Sound wurde er stilbildend. Im Januar des nächsten Jahres erhielt Brown einen Plattenvertrag bei Decca Records und nahm in der Folge 36 weitere Songs auf. Es waren vor allem diese Singles, die Brown und seine Band zum berühmtesten und gefragtesten Western-Swing-Orchester in Texas machten. Bei einer weiteren Session wurde die Gruppe außerdem von Fiddler Cliff Bruner unterstützt.
Im April 1936 wurde Milton Brown in einen schweren Autounfall verwickelt, an dessen Folgen er fünf Tage später starb. Nach seinem Tod führte sein Bruder Durwood die Band für zwei Jahre weiter. Auch wenn Brown nie den Erfolg eines Bob Wills erreichte, hatte er großen Einfluss auf die Entwicklung der Country-Musik und des Western Swing, den es ohne ihn in der heutigen Form nie gegeben hätte.

## Diskografie

### Singles
| Jahr                    | Titel                                                          | Anmerkungen               |
| ----------------------- | -------------------------------------------------------------- | ------------------------- |
| Bluebird Records        |                                                                |                           |
| 1934                    | Oh You Pretty Woman / Swinging on the Garden Gate              |                           |
| 1934                    | Do The Hula Lou / Four Five or Six Times                       |                           |
|                         | My Precious Sonny Boy / Garbage Man Blues                      |                           |
|                         | Loveland and You / This Morning, This Evening, So Soon         |                           |
|                         | Take It Slow and Easy / Get Along Cindy                        |                           |
|                         | Trinity Waltz / Girl of my Dreams                              |                           |
|                         | Sitting On Top of the World / Loveless Love                    |                           |
|                         | Joe Turner Blues / Brownie’s Stomp                             |                           |
|                         | Where Have You Been So Long, Corrine? / Talking About You      |                           |
| Decca Records           |                                                                |                           |
| 1935                    | St. Louis Blues / A Good Man Is Hard to Find                   |                           |
| 1935                    | In El Rancho Grande / Beautiful Texas                          |                           |
| 1935                    | Love in Bloom / Object of My Affection                         |                           |
| 1935                    | My Mary / You‘e Tired of Me                                    |                           |
| 1935                    | Sweet Jenny Lee / I Love You                                   |                           |
| 1935                    | Wabash Blues / You’re Bound to Look Like a Monkey              |                           |
| 1935                    | Pray for the Lights to Go Out / Down by the Ohio               |                           |
| 1935                    | Shine on Harvest Moon / Sweet Georgia Brown                    |                           |
| 1935                    | In the Shade of the Old Apple Tree / Black and White Rag       |                           |
| 1935                    | Put on Your Old Grey Bonnet / Some of These Days               |                           |
| 1935                    | I’ll Be Glad When You’re Dead, You Rascal You / Taking Off     |                           |
| 1935 (?)                | Copenhagen / Who’s Sorry Now                                   |                           |
| 1935 (?)                | Cheezy Breeze / Chinatown, My Chinatown                        |                           |
| 1935 (?)                | Brownie Special / Going Up Brushy Fork                         |                           |
| 1935 (?)                | Darktown Strutter’s Ball / Crafton Blues                       |                           |
| 1936 (?)                | House at the End of the Lane / Little Betty Brown              |                           |
| 1936 (?)                | Our Baby Boy / I Got the Blues for Mammy                       |                           |
| 1936                    | Mexicali Rose / Goofus                                         |                           |
| 1936                    | When I Take my Sugar to Tea / Somebody’s Been Using That Thing |                           |
| 1936                    | Eyes of Texas / Wheel of Wagon Broken                          |                           |
| 1936                    | If You Can’t Get Five Take Two / Show Me the Way to Go Home    |                           |
| 1936                    | Tired of Same Old Thing / Texas Hambone Blues                  |                           |
| 1936                    | Old Water Mill by Waterfal / Waltz You Saved gor Me            |                           |
| 1936                    | Sweetheart of Sigma Chi / I’ll String Along With You           |                           |
| 1936                    | Chinese Honeymoon (Shanghai Honeymoon) / Fan It                |                           |
| 1936                    | Song of the Wanderer / Keep a Knocking                         |                           |
| 1936                    | A Thousand Goodnights / Baby Keep Stealing                     |                           |
| 1936                    | The Old Grey Mare / Yes Sir (Just Because)                     |                           |
| 1936                    | Washington and Lee Swing / Hesitation Blues                    |                           |
| 1936                    | Am I Blue / When Its Harvest Time                              |                           |
| 1936                    | When I’m Gone You Dont Gri / Yellow Rose Of Texas              |                           |
| 1936 (?)                | Mama Dont Allow It / Stay on Right Side Sister                 |                           |
| 1936 (?)                | Beale Street Mama / Roseland Melody                            |                           |
| 1936 (?)                | Sheik of Araby / Cielito Lindo                                 |                           |
| 1937 (?)                | Sadie Green (The Vamp of New Orleans) / Alice Blue Gown        |                           |
| 1937 (?)                | One of Us Was Wrong / Just a Dream                             |                           |
| 1937 (?)                | Easy Riding Papa / Ida, Sweet as Apple Cider                   |                           |
| 1937                    | Wheezie Anna / Right or Wrong                                  |                           |
| 1937                    | My Galveston Gal / La Golondrina                               |                           |
| 1937                    | Carry Me Back To Lone Prai / Memphis Blues                     |                           |
| 1937                    | I Had Someone Before I Had / Under the Double Eagle            |                           |
| 1937                    | Avalon / Somebody Stole My Gal                                 |                           |
| Unveröffentlichte Titel |                                                                |                           |
|                         | - When I’m Gone, Don’t You Grieve                              | Decca Records (abgelehnt) |

### Alben
- 1955: Dance-O-Rama
- 1977: Taking Off (US & UK)
- 1982: Pioneer Western Swing
- 1983: Western Swing 1934
- 1987: Easy Ridin‘ Papa (UK)
- 1996: Complete Recordings of the Father of Western Swing 1932 - 1937 (5CDs, Texas Rose)
- 2003: Daddy of Western Swing (4CDs, Proper UK)